# Studio 3
Studio 3（ストゥーディオ・トレ）はVetro、Marco、Gabrielの3人からなるイタリアの男性トリオ歌手。プロデューサーKikkoとの出会いがきっかけで2005年にデビューした。

## 来歴
Studio 3はVetro、Marco、Ginoの3人グループとしてシングル”Solo Te”で2005年にデビュー。1stアルバムForse un angeloはSILVER AWARDを受賞した。このアルバムは南米諸国にも売り出され、マイアミでスペイン語のコンサートも開いている。その後Ginoが脱退、2007年にリリースされたシングル”Alice”でGabrielが正式に加入した。
アルバムにコンサートのバックステージパスを封入したり、ファンと交流会を開くなど、ファンとの関係を大切にしたプロモーションを展開し、着実にファンを増やしている。

## 作品

### アルバム
- Forse un angelo (2006年)
- Lentamente (2007年)
- Incontenibile (2008年)

### シングル
- Solo te（2005年）
- Forse un angelo（2006年）
- Alice （2007年）
- Lentamente （2007年）
- Voci su voci （2007年）
- Amore incontenibile （2008年）
- Uomini di gomma（2008年）
- E poi... così（2008年）
- Natale vero（2008年）

## メンバー

### 現メンバー
- Vetro（ヴェートロ）（1982年 5月28日 -）

アンドレア・ヴェトラッラ（Andrea Vetralla）
ミラノ県チェルヌスコ・スル・ナヴィーリオ出身
- Marco（マルコ）（1981年1月24日 - ）

マルコ・ヴェントゥリーニ（Marco Venturini）
ミラノ県セスト・サン・ジョヴァンニ出身
- Gabriel（ガブリエル）（1984年7月24日 - ）

サルヴァトーレ・ヴァレーリオ（Salvatore Valerio）
グアヤキル（エクアドル）出身
幼少時に渡伊しローマに長く住んでいたので、ローマ訛りがある

### 旧メンバー
- Gino（ジーノ）（1984年4月30日 - ）

ルイージ・ラ＝グラッサ（Luigi La Grassa）
ミラノ県チェルヌスコ・スル・ナヴィーリオ出身